# یونانی کاتارووسا

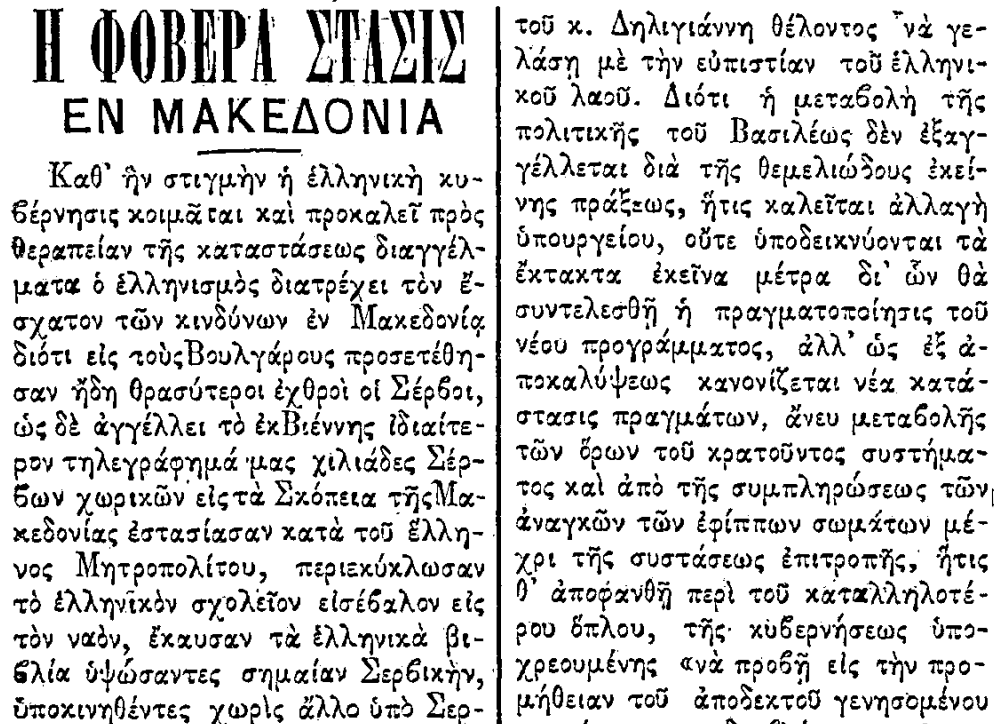
قطعه ای از روزنامه یونانی "Εμπρός" ("به جلو") منتشر شده در 25 نوامبر 1896. نوشته شده در katharevousa

یونانی کاتارووسا (یونانی: Καθαρεύουσα به معنای «پالایش‌یافته») گونهٔ محافظه‌کارانه زبان یونانی نوین است که در اواخر قرن هجدهم میلادی در اثر ترکیب یونانی باستان و یونانی دموتیکی وقت ایجاد شد. در اصل از کاتارووسا به‌طور گسترده‌ای برای مقاصد ادبی و رسمی استفاده می‌شد، هر چند به ندرت در زبان روزانه مردم کاربرد داشت. در قرن بیستم استفاده از کاتارووسا برای اهداف رسمی رو به فزونی نهاد و تا سال ۱۹۷۶ که وزیر آموزش وقت، گئورگیوس رالیس، یونانی دموتیکی را به عنوان زبان رسمی کشور برگزید این وضعیت ادامه داشت.
کاتارووسا توسط رهبر روشنفکر و انقلابی آدامانتیوس کورائیس (۱۷۴۸–۱۸۳۳) ایجاد شد. وی که فارغ‌التحصیل از دانشگاه مونپلیه بود، بیشتر عمرش را دور از وطن در پاریس گذراند. این پژوهشگر کلاسیک منتقد سرسخت روحانیت و ادعای متملقانه برتری امپراتوری عثمانی بر امپراتوری بیزانس بود و اعتقاد داشت پیش‌نیاز آزادی یونان، دانش و آموزش است.